# Android 12
Android 12 es la duodécima versión principal y la decimonovena versión de Android, el sistema operativo móvil desarrollado por Open Handset Alliance liderada por Google. La primera versión beta se lanzó el 18 de mayo de 2021. Android 12 se lanzó públicamente el 4 de octubre de 2021 a través de Android Open Source Project (AOSP) y se lanzó para dispositivos Google Pixel compatibles el 19 de octubre de 2021.

Logotipo de la versión preliminar para desarrolladores de Android 12

## Historia
Android 12 (nombre en código interno Snow Cone) se anunció en un blog de Android publicado el 18 de febrero de 2021. Se lanzó una vista previa para desarrolladores de inmediato, y se planearon dos adicionales para los dos meses siguientes. Después de eso, se planean cuatro lanzamientos beta mensuales, a partir de mayo, el último de ellos alcanzará la estabilidad de la plataforma en agosto y la disponibilidad general llegará poco después.
La segunda vista previa para desarrolladores se lanzó el 17 de marzo de 2021, a esto le siguió una tercera vista previa el 21 de abril de 2021. La primera versión beta se lanzó el 18 de mayo de 2021. Le siguió la beta 2 el 9 de junio de 2021, que recibió una actualización de corrección de errores a 2.1 el 23 de junio. Luego, la beta 3 se lanzó el 14 de julio de 2021, obteniendo una actualización de corrección de errores a la beta 3.1 el 26 de julio.  La Beta 4 se lanzó el 11 de agosto de 2021, obteniendo una actualización con corrección de errores a la beta 4.1 el 25 de agosto. Una quinta beta, no planeada en la hoja de ruta original, fue lanzada el 8 de septiembre de 2021, siendo considerada un candidato de lanzamiento. Android 12 estable se lanzó el 4 de octubre de 2021. Android 12 estable se lanzó en el Android Open Source Project el 4 de octubre, y se lanzó públicamente por aire el 19 de octubre, coincidiendo con el evento de lanzamiento del Pixel 6.

## Android 12L
En octubre de 2021, Google anunció Android 12L, una variante del sistema operativo principal Android 12 específicamente para teléfonos plegables, tabletas y Chromebooks, con modificaciones en la interfaz de usuario para adaptarlo a pantallas más grandes. Su lanzamiento está previsto para principios de 2022. La Developer Preview 1 de Android 12L se lanzó en octubre de 2021, seguido de la Beta 1 en diciembre de 2021, la Beta 2 en enero de 2022 y la Beta 3 en febrero de 2022. El Android 12L estable se lanzó para dispositivos con pantallas grandes el 7 de marzo de 2022 y se lanzó como "Android 12.1" para teléfonos inteligentes Pixel en la misma fecha.

## Android 12 (Go edition)
En diciembre de 2021, Google presentó Android 12 (Go edition), una variante de Android 12 creada específicamente para teléfonos asequibles y básicos. Es la quinta versión de Android Go y se lanzó de forma oficial en 2022. Esta actualización trajo mejoras significativas en la accesibilidad y en la gestión de datos. Las aplicaciones en dispositivos con Android 12 (Go Edition) se lanzan un 30% más rápido y cuentan con animaciones más suaves, gracias a la nueva API SplashScreen. Además, para optimizar el rendimiento, las aplicaciones no utilizadas hibernan automáticamente, liberando recursos valiosos en dispositivos con almacenamiento limitado.

## Características
La versión actual es Android 12 que corresponde con el API 31

### Interfaz de usuario
Android 12 presenta una actualización importante del lenguaje de Material Design del sistema operativo denominado "Material You", que presenta botones más grandes, una mayor cantidad de animación y un nuevo estilo para los widgets de la pantalla de inicio. Una función, denominada internamente "monet", permitirá que el sistema operativo genere automáticamente un tema de color para los menús del sistema y las aplicaciones compatibles utilizando los colores del fondo de pantalla del usuario. Las áreas de Hogar Inteligente y Wallet agregadas al menú de encendido en Android 11 se han reubicado en el tono de notificación, con el Asistente de Google reasignado para mantener presionado el botón de encendido.
Android 12 también cuenta con soporte nativo para tomar capturas de pantalla con desplazamiento.
Además de la interfaz de usuario, los widgets en Android 12 también se actualizan con el nuevo lenguaje de diseño Material You.

### Plataforma
Se han realizado mejoras en el rendimiento de los servicios del sistema como WindowManager, PackageManager, servidor del sistema e interrupciones. También ofrecerá mejoras de accesibilidad para las personas con discapacidad visual. El Android Runtime se ha agregado a Project Mainline, lo que permite su mantenimiento a través de Play Store.
Android 12 agrega soporte para audio espacial y MPEG-H 3D Audio, y admitirá la transcodificación de video HEVC para compatibilidad con aplicaciones que no lo admiten. Una API de "inserción de contenido enriquecido" facilitará la capacidad de transferir texto y contenido multimedia formateados entre aplicaciones, como a través del portapapeles. Las tiendas de aplicaciones de terceros también tendrán la capacidad de actualizar aplicaciones sin pedir permiso al usuario constantemente.

### Privacidad
Las funciones de aprendizaje automático a nivel del sistema operativo se ubicarán en un espacio aislado dentro del "Núcleo de computación privada de Android", que tiene expresamente prohibido el acceso a las redes.
Las aplicaciones que solicitan datos de ubicación ahora se pueden restringir para tener acceso solo a datos de ubicación "aproximados" en lugar de "precisos". Se han agregado controles para evitar que las aplicaciones usen el sistema de cámara y micrófono en todo el mundo a los conmutadores de configuración rápida. También se mostrará un indicador en la pantalla si están activos (remarcado).
| Predecesor: Android 11 | 'Android 12' 2021 | Sucesor: Android 13 |